# 仁濟醫院 (香港)
仁濟醫院（英語：Yan Chai Hospital）是香港新界荃灣區的一間公立醫院，同時也是一個慈善機構，提供醫療、教育及社會等服務。仁濟醫院位於香港新界荃灣區荃灣仁濟街7-11號。

## 歷史
50年代末前，地段原址曾是關門口村，是荃灣新市鎮建造前首個搬遷的村子，1963年正式搬遷。
1959年，荃灣商會理事長葉德範聯絡地區的紳商人士周卓明、周坤成、許添、邱子田及何傳耀等開始籌備興建地區醫院工作，取「仁者存心，痌瘝在抱；濟世利眾，保健為先」的首字聯成新醫院的名稱。
1962年初，荃灣商會成立「興建『仁濟醫院』籌備委員會」。1962年8月25日，發起人葉德範不幸辭世，荃灣商會推選邱德根繼任商會理事長並繼續領導籌建仁濟醫院的工作。籌建工作得到荃灣鄉事委員會從旁協助。1963年12月29日，仁濟醫院舉行奠基禮。1967年，仁濟醫院董事局正式運作，邱德根擔任主席，正式向香港政府申請於關門口村原址興建仁濟醫院。
1973年8月28日，仁濟醫院正式成立，醫院成立初期是一間只有一百多張病床的小型社區醫院。開幕禮於同年10月24日舉行，由香港總督麥理浩主持。
2015年3月12日，斥資6億8000萬元的仁濟醫院重建大樓啟用。
2017年8月1日，程偉權醫生將接替退休的黎景光醫生出任行政總監。

## 設施

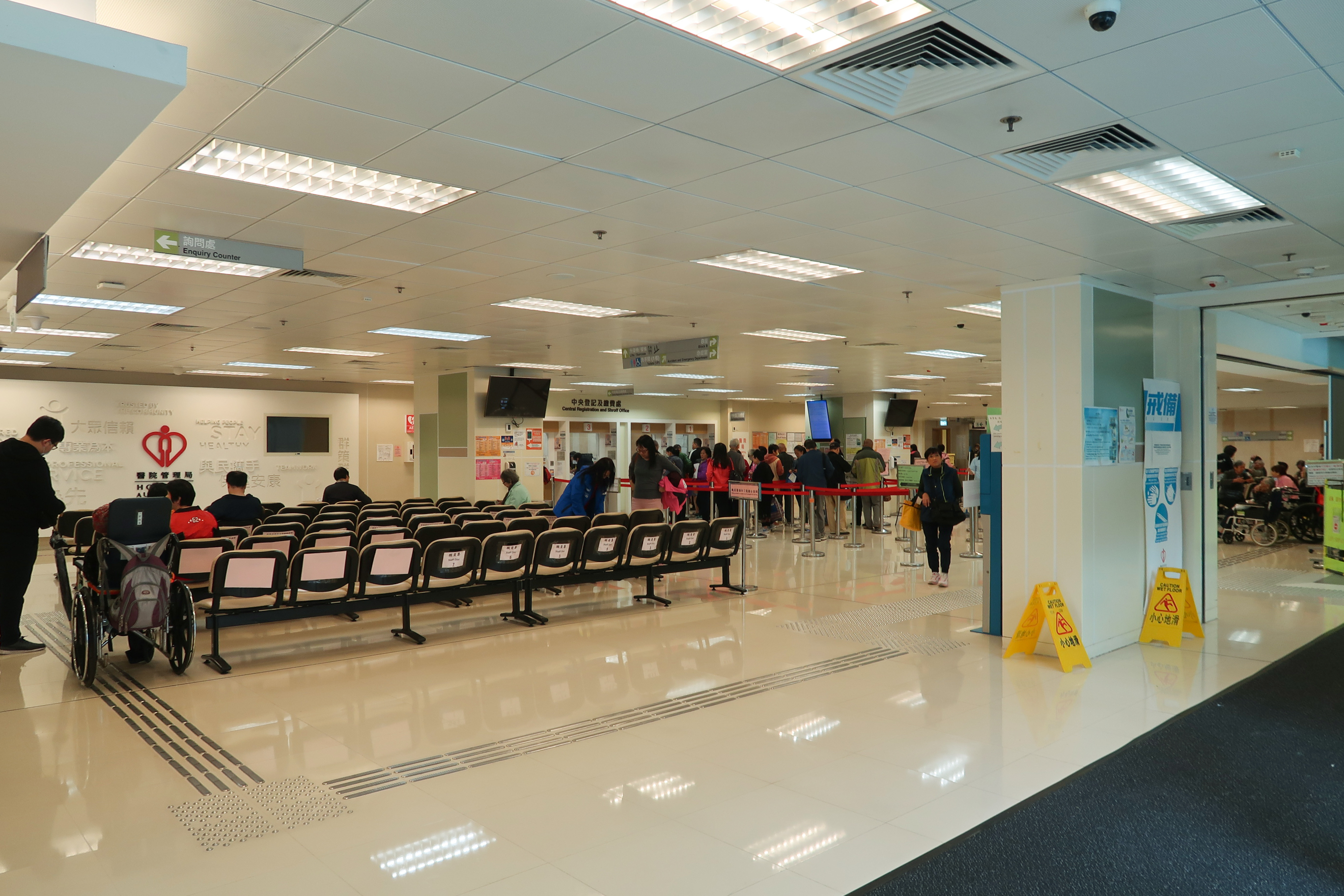
仁濟醫院門診大堂

仁濟醫院於1973年成立，並提供急性、康復、復康、療養服務的慈善性質地區全科醫院, 仁濟醫院位於香港新界荃灣仁濟街7-11號。仁濟醫院是九龍西醫院聯網其中的一員，並且設有800張住院病床，主要為葵青區和荃灣區的居民提供全面的急症、延續護理、日間護理及社區醫療服務。
仁濟醫院設有內科、外科、兒童及青少年科、耳鼻喉頭頸外科、骨科、乳腺及內分泌科和深切治療科。
仁濟醫院並會提供全關節置換手術服務的慈善醫院，並且仁濟醫院也有成立一些專科治療服務，其中包括，錢曼娟健康乳腺暨內分泌外科診所、曾永裕耳鼻喉日間診療紀念中心、曾永裕頭頸腫瘤微創治療紀念手術室、全關節置換中心、包安急性腦血管治療中心、綜合糖尿/內分泌及腎科日間護理服務、周浩源內視鏡中心、蘇陳偉香長者日間醫院、林賴元芳足病診療室和羅嘉穗心臟介入治療中心暨心臟加護病房。
設施
仁濟醫院內共有4座大樓，各座的服務及設施：
1. A座（1989年啟用）：樓高23層，為「仁濟醫院周卓明護士學校大樓」，高層部分為政府宿舍
2. B座（1994年啟用）：樓高19層，為主要的服務大樓，設有急症室、手術室、化驗室、綜合檢查中心及各種專職醫療服務
3. C座（2015年啟用）：樓高10層，設以賽馬會命名的健康資源中心、綜合康復服務、社康護理服務、全科診所及家庭醫學專科診所、內科、外科、矯形及創傷外科、婦科、眼科專科門診、兒童及青少年日間診症中心等，10樓為仁濟醫院董事局辦事處
4. 綜合服務大樓（1998年啟用）：樓高13層，地下到8樓設有護養安老院及幼兒中心等福利設施；其上為延續醫療中心

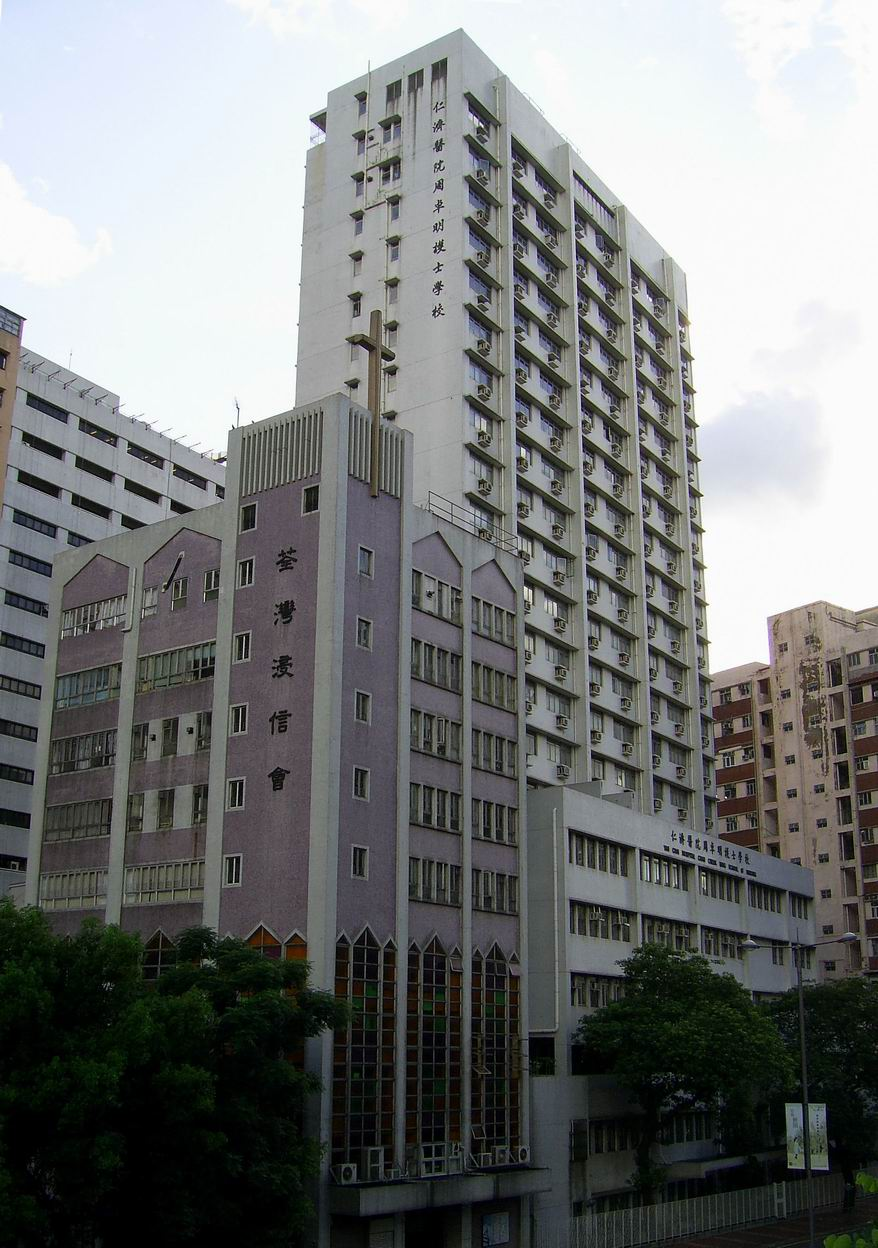
周卓明護士學校大樓
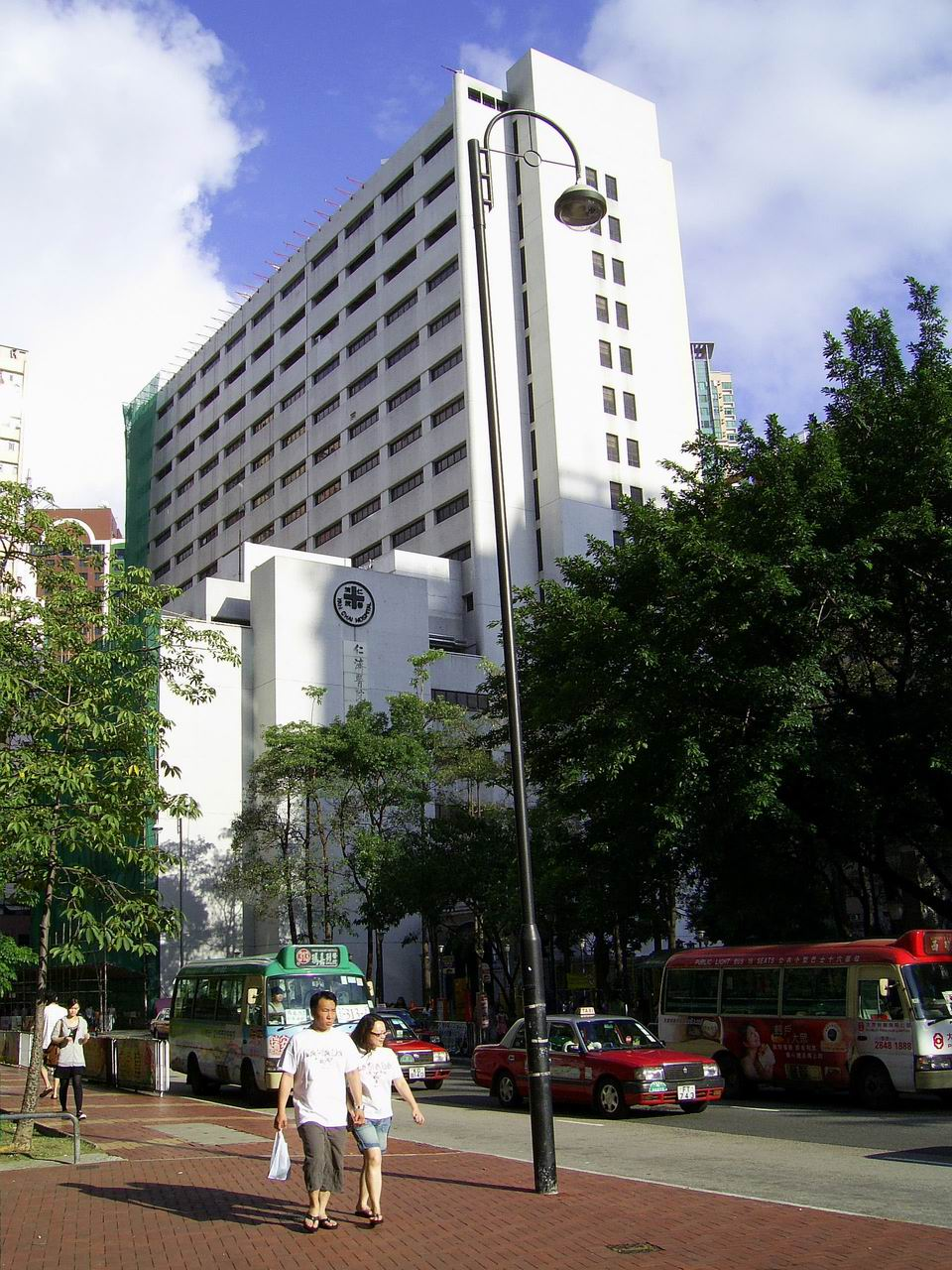
服務大樓
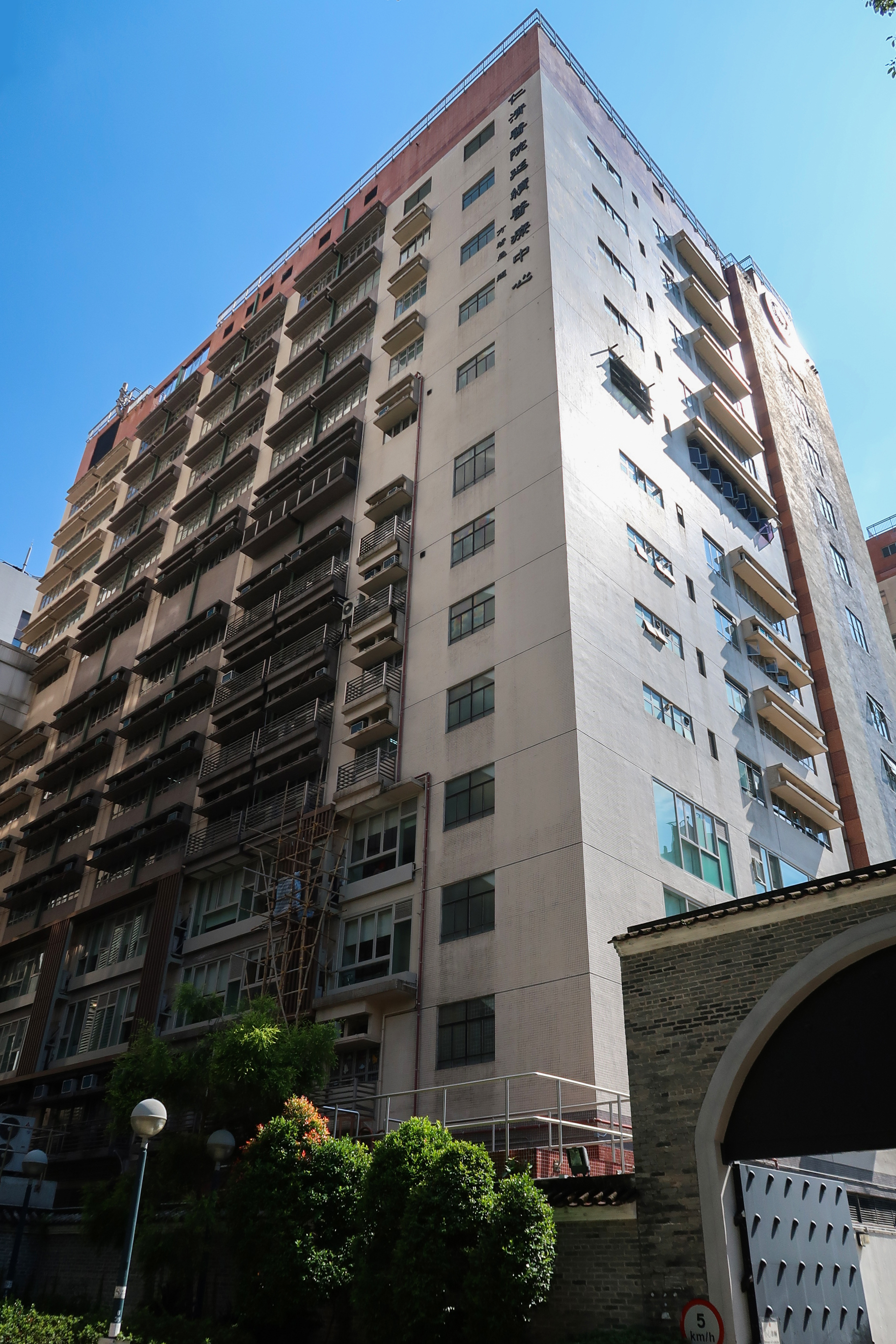
綜合服務大樓
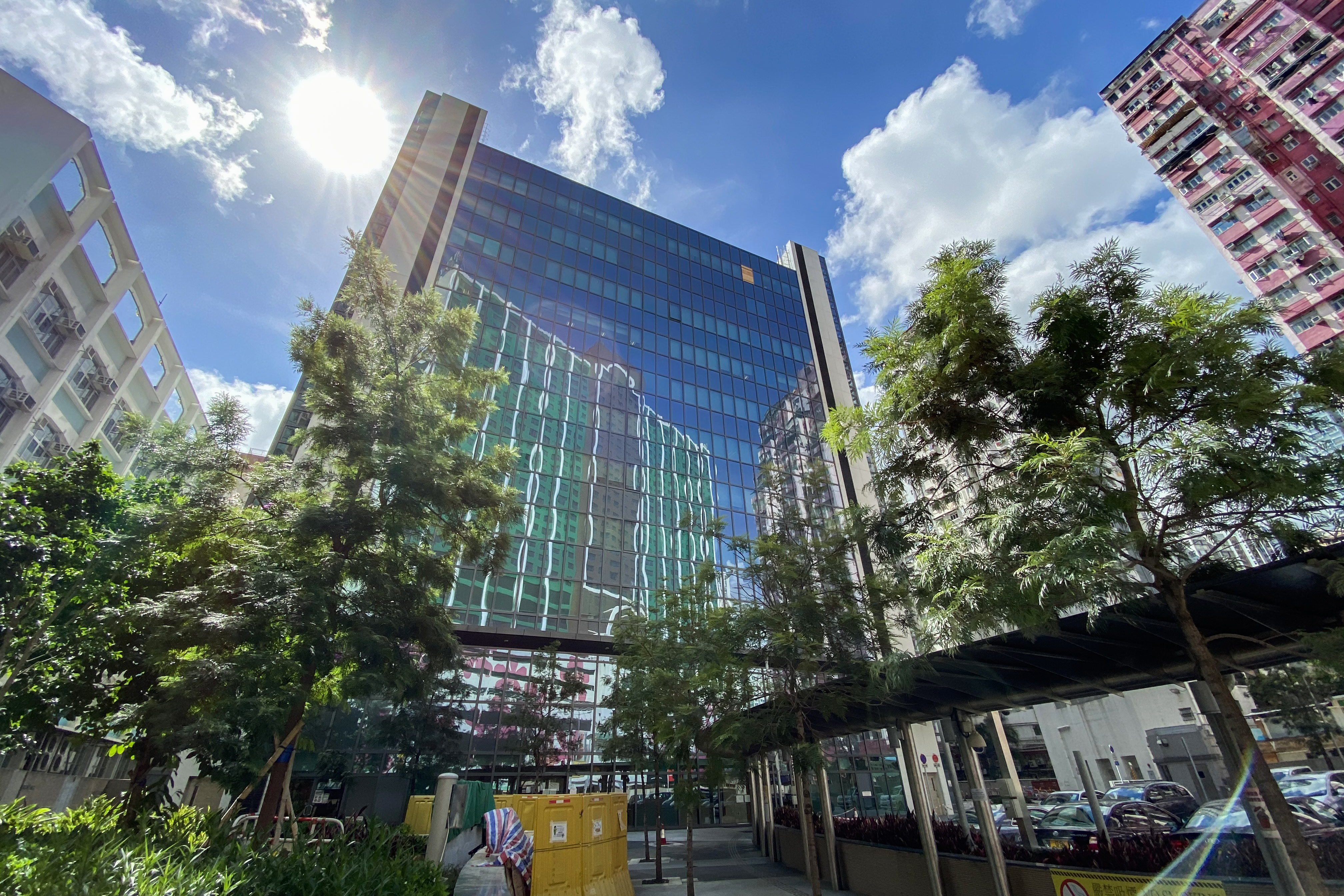
2015年啟用的C座

### 中醫藥服務

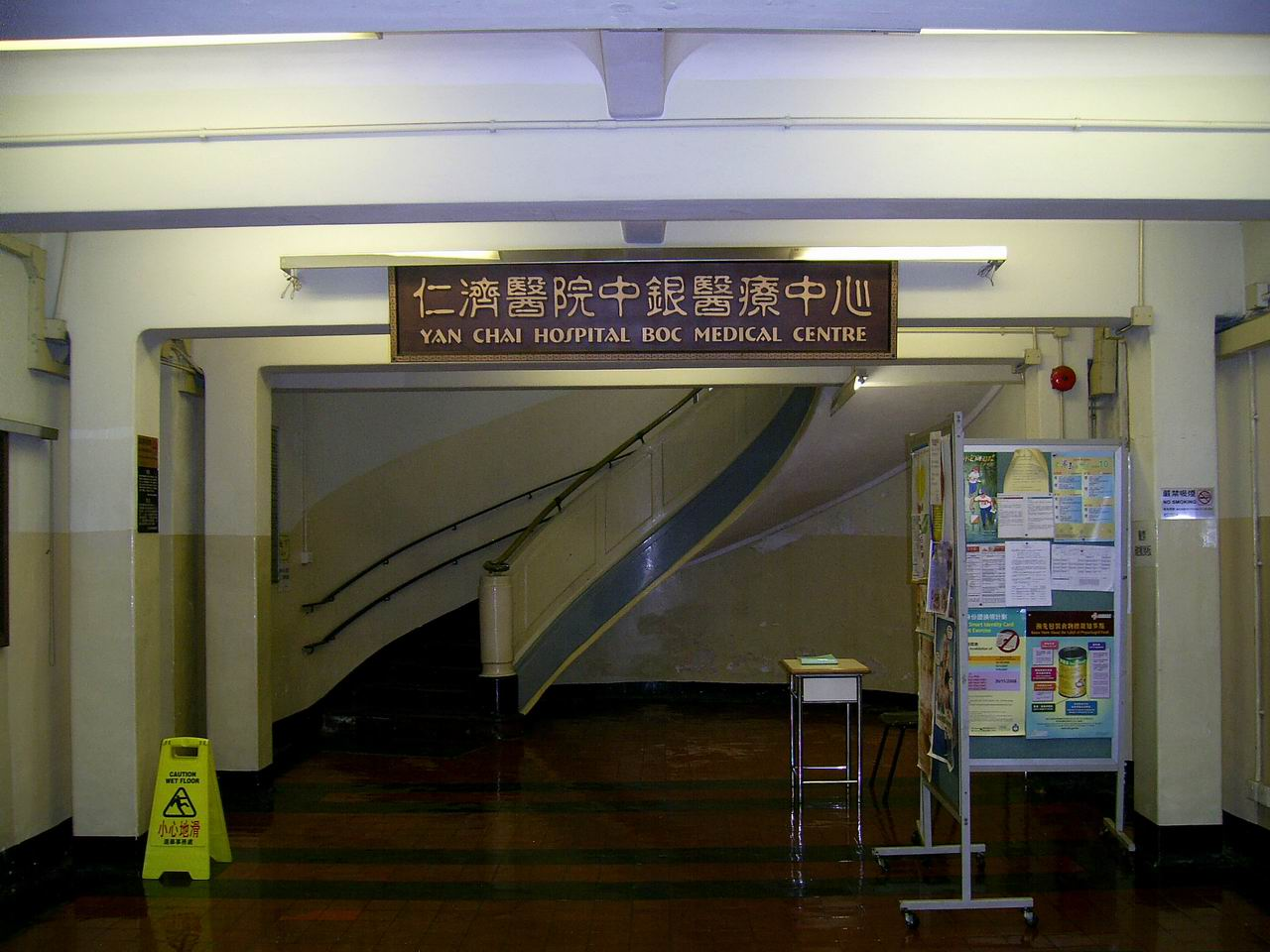
位於西區社區中心的仁濟醫院中銀醫療中心

仁濟醫院自1998年於新界荃灣成立第一間中醫門診，於2002年獲中國銀行的支持在香港島西營盤西邊街西區社區中心開設第二間中醫門診。2003年仁濟醫院與醫院管理局簽訂合作備忘，共同開辦「仁濟醫院中醫門診暨科研中心」，是首批與醫管局合辦中醫專科門診及中醫科研醫院之一，進一步將中醫藥技術納入香港醫療體系。2007年仁濟醫院再次與醫管局合作，開辦「仁濟醫院暨香港浸會大學中醫診所及臨床教研中心」，該中心以腫瘤科為主，輔以針灸科。
三所中醫門診如下：
- 仁濟醫院曁浸會大學中醫診所及臨床教研中心，位於新界葵涌下葵涌分科診所及特殊教育中心
- 中銀醫療中心中醫診所，位於西營盤西邊街，與香港大學專業學院合作，派出中醫教授為學員提供臨床指導及診症之見習訓練。診所提供中醫普通科門診服務，除提供煎藥服務外，亦供應多款保健湯包。
- 仁濟醫院中醫門診曁科研中心，位於荃灣仁濟醫院，面積超過3,000平方呎，由廣東省中醫院教授級醫師註診，提供普通科門診、專科門診及針灸服務。

### 牙科診所
仁濟醫院牙科診所由仁濟醫院董事局（並非由醫院管理局管轄之仁濟醫院）營運， 為市民提供牙科服務。仁濟醫院現時共有五間牙科診所，分別設於荃灣、土瓜灣、筲箕灣、觀塘及粉嶺，為市民提供優質但費用低廉的牙科服務。仁濟醫院第一間牙科診所於1988年由當年主席趙曾學韞教授BBS太平紳士開設在仁濟醫院內，往後荃灣、葵涌和青衣地區的迅速發展，人口相應急速增加，求診者不斷增多，因應當時的牙科診所未能滿足銳增的牙科服務需求，仁濟醫院於1998年進行擴展牙科服務，添置先進的牙科設備，增聘牙醫及助護，提升牙科服務的質與量；令求診者預約治療的時間大大縮短，並於翌年分別在筲箕灣和土瓜灣區開設牙科診所；及後於2008年及2011年分別在觀塘及粉嶺開設一間牙科診所。至今，仁濟醫院的牙科服務已伸展至香港島、九龍及新界北區，為更多的市民提供牙科服務。
五間牙科診所：
- 仁濟醫院牙科診所（荃灣）：新界荃灣仁濟街7–11號仁濟醫院E座地下
- 仁濟醫院牙科診所（土瓜灣）：九龍紅磡土瓜灣美景街20號地下
- 仁濟醫院牙科診所（筲箕灣）：筲箕灣東大街138–142號仿文樓地下
- 仁濟醫院牙科診所（觀塘）：九龍觀塘宜安街4G地下
- 仁濟醫院牙科診所（粉嶺）：新界粉嶺聯和墟聯安街25–43號美輪大廈地下

### 眼科診所
仁濟醫院董事局於2005年與香港執業眼科醫生會合辦「仁濟醫院鄭承隆眼科診所」，由眼科醫生會派出專業眼科醫生註診，為市民提供眼科檢查及專科治療。

## 重建工程
仁濟醫院董事局承諾分擔9,000萬元重建仁濟醫院費用，最快於2011年7月開始動工，估計工程需時約4年半，重建後仁濟醫院除一般基層健康服務外，更會設立專科服務中心，並有一個「一站式」的社區健康中心。
C、D、E及F座的總樓面面積合計約22,210平方米，使用經年後已變得殘舊和過時。重建工程分兩階段推行，第一階段籌備工作包括工地勘測、樓宇測量及為第二階段主要工程的大綱草圖設計、詳細設計、擬備招標文件和評審標書方面的顧問服務；第二階段主要工程分兩期，第一期工程包括拆卸C座和D座，興建一幢新大樓設置社區健康中心及附屬設施，而第二期工程包括拆卸E座和F座，待現有的門診和相關附屬設施遷入新落成的社區健康中心後，闢設園景區和停車設施。立法會財務委員會已於2007年5月11日通過第一階段重建工程的撥款建議，而香港特別行政區行政長官在2010-2011年度施政報告內公佈計劃重建仁濟醫院4幢大樓，以加強服務。第一期重建工程在2015年3月完成。

## 管理架構

### 董事局
第五十六屆董事局

## 教育服務

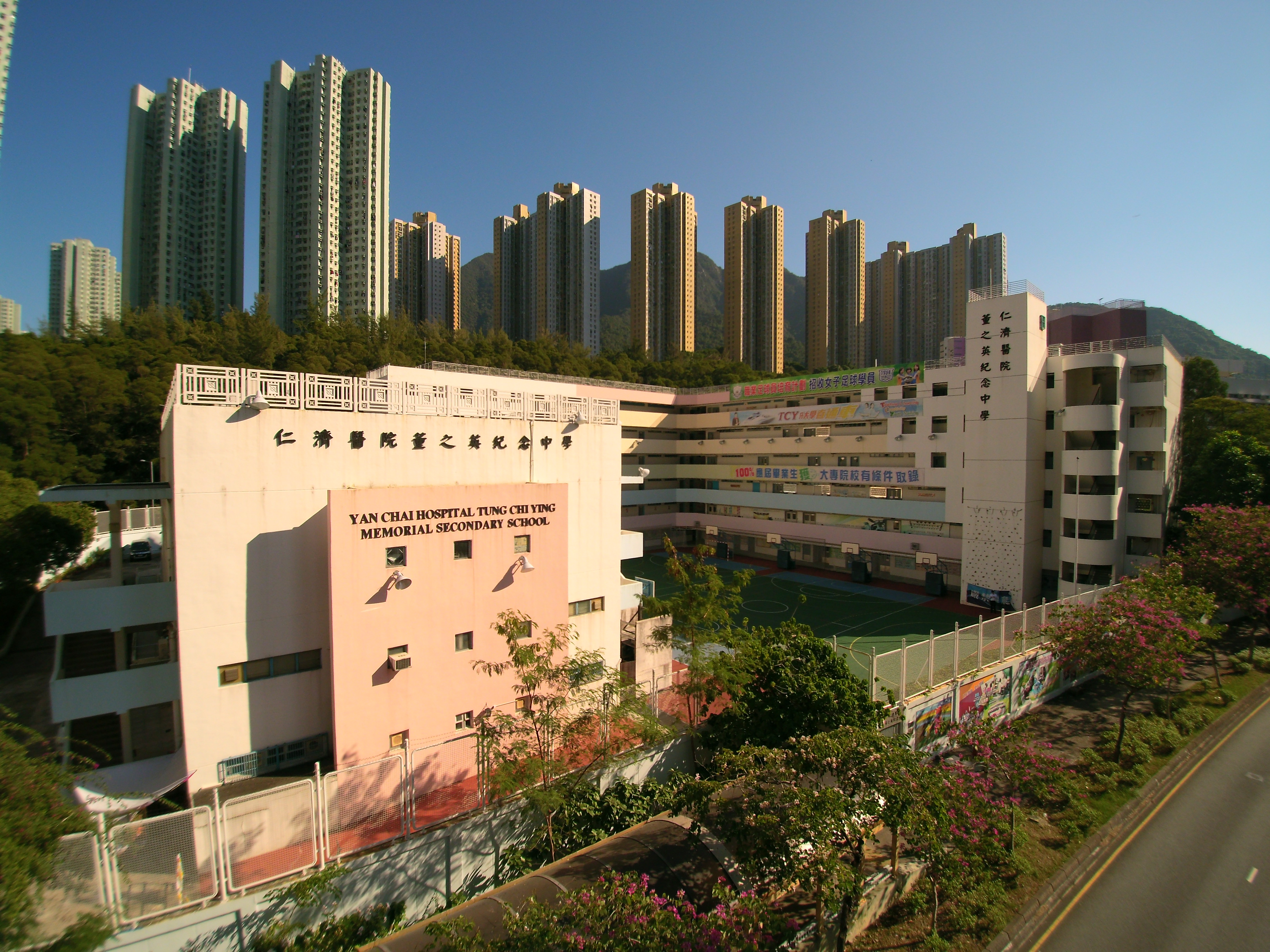
仁濟醫院董之英紀念中學

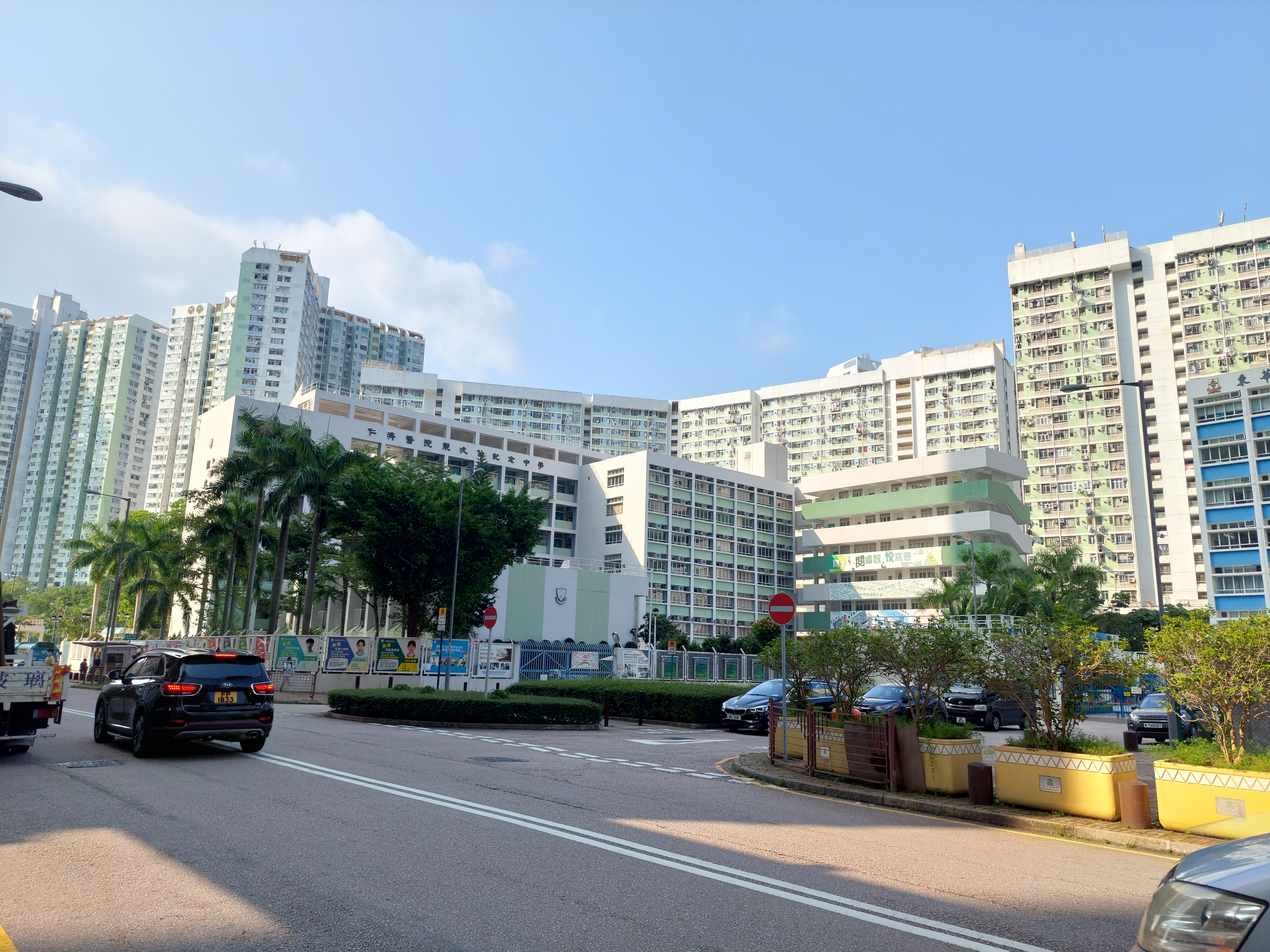
仁濟醫院靚次伯紀念中學

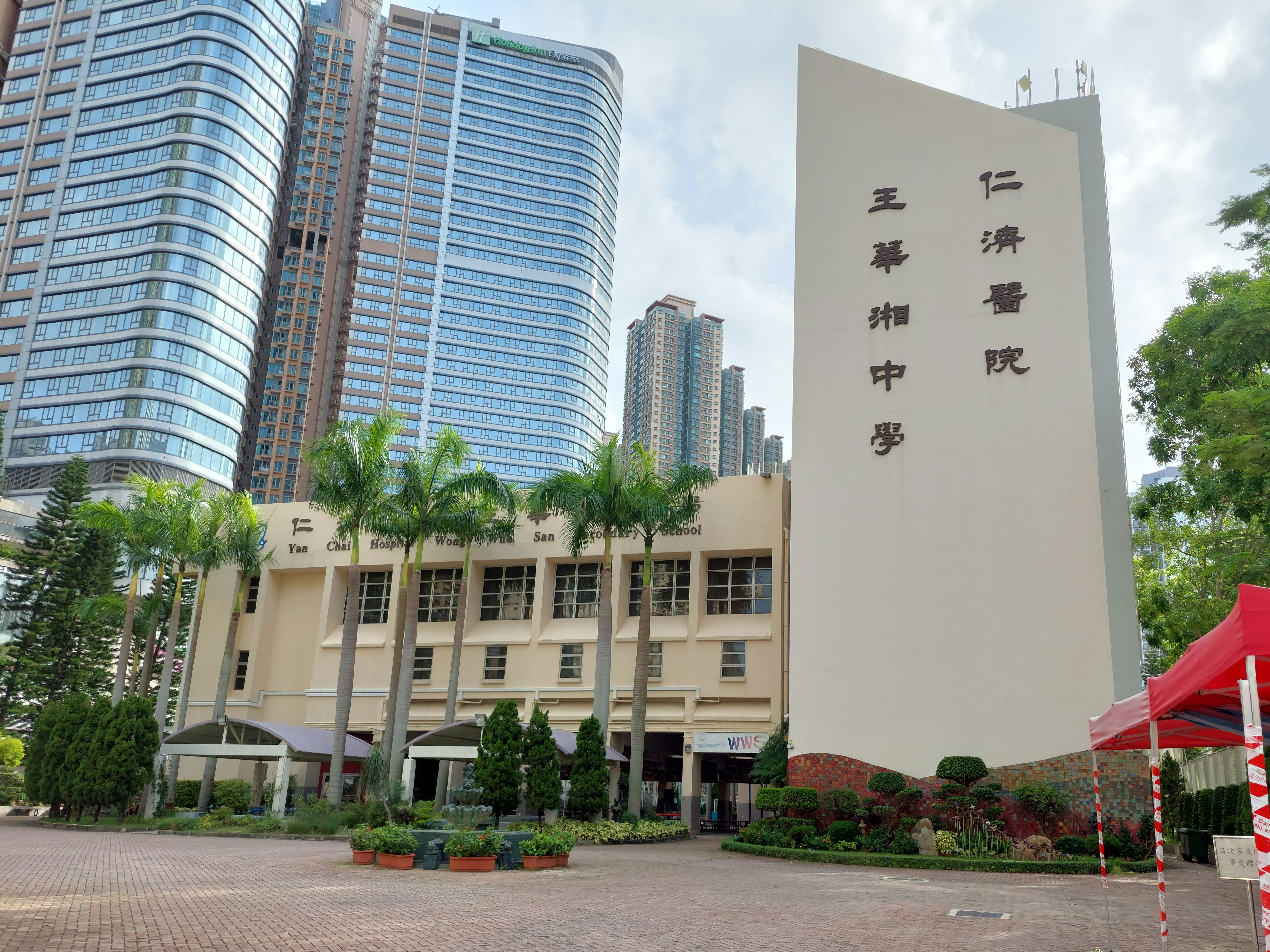
仁濟醫院王華湘中學

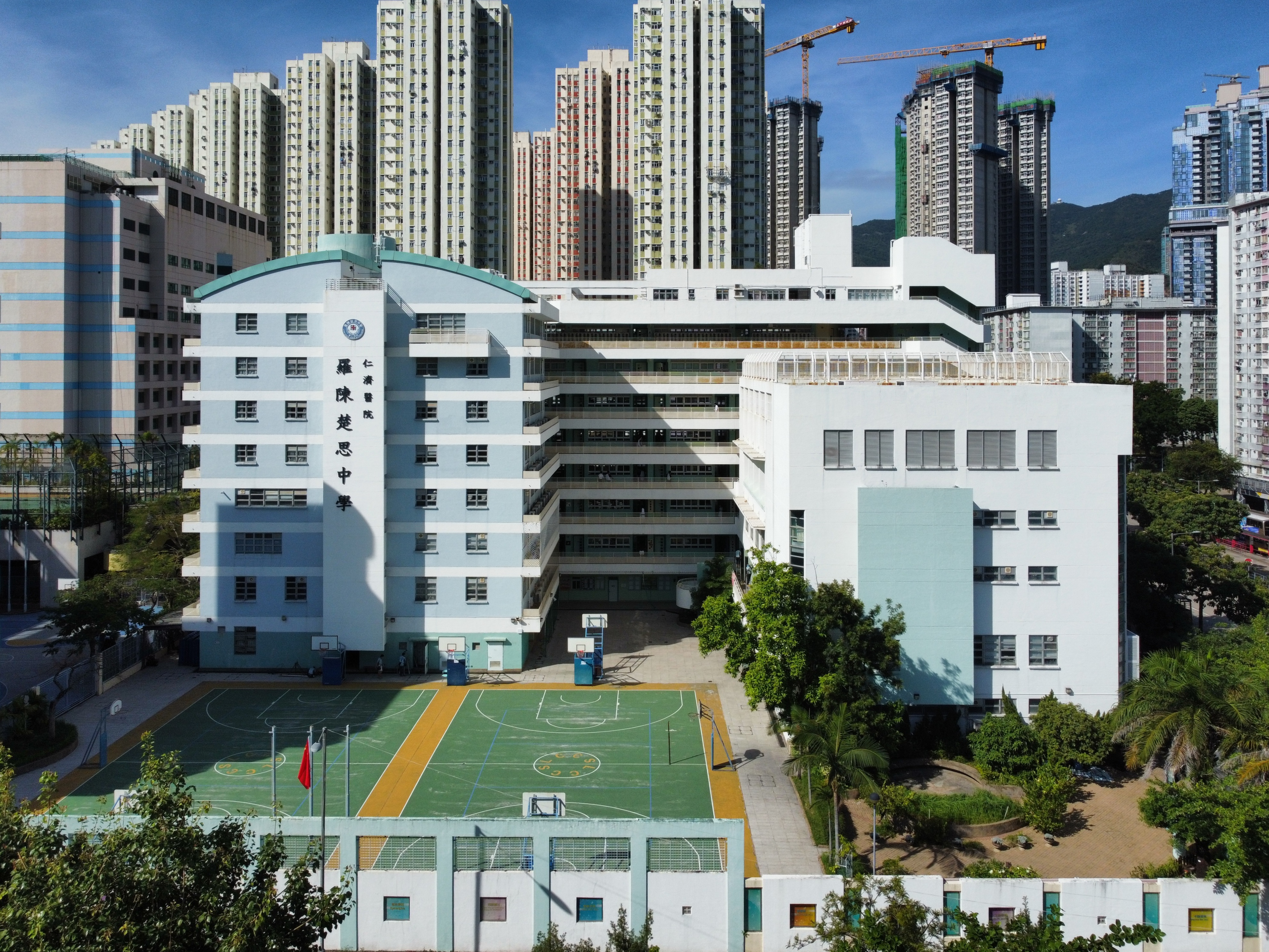
仁濟醫院羅陳楚思中學

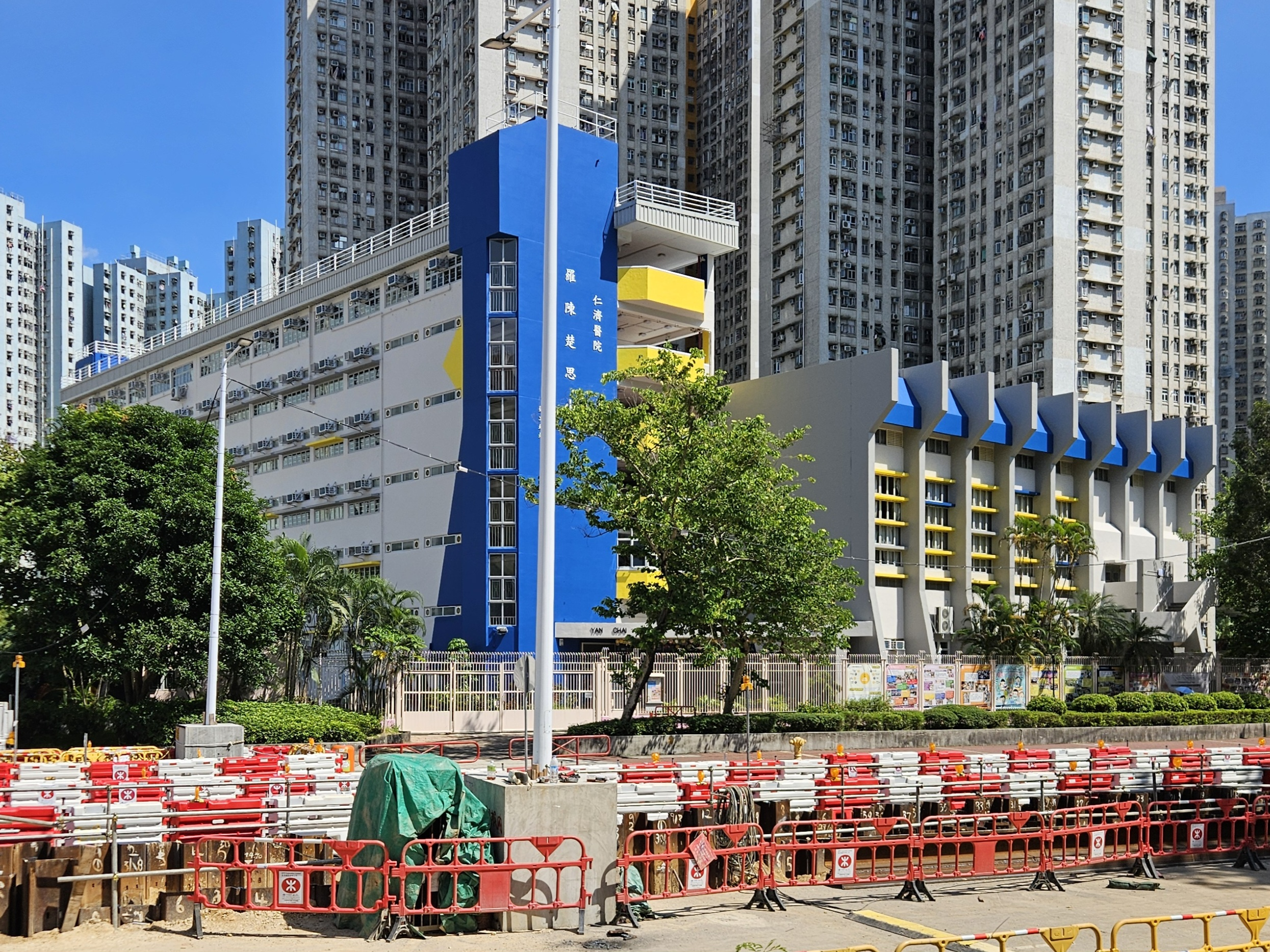
仁濟醫院羅陳楚思小學

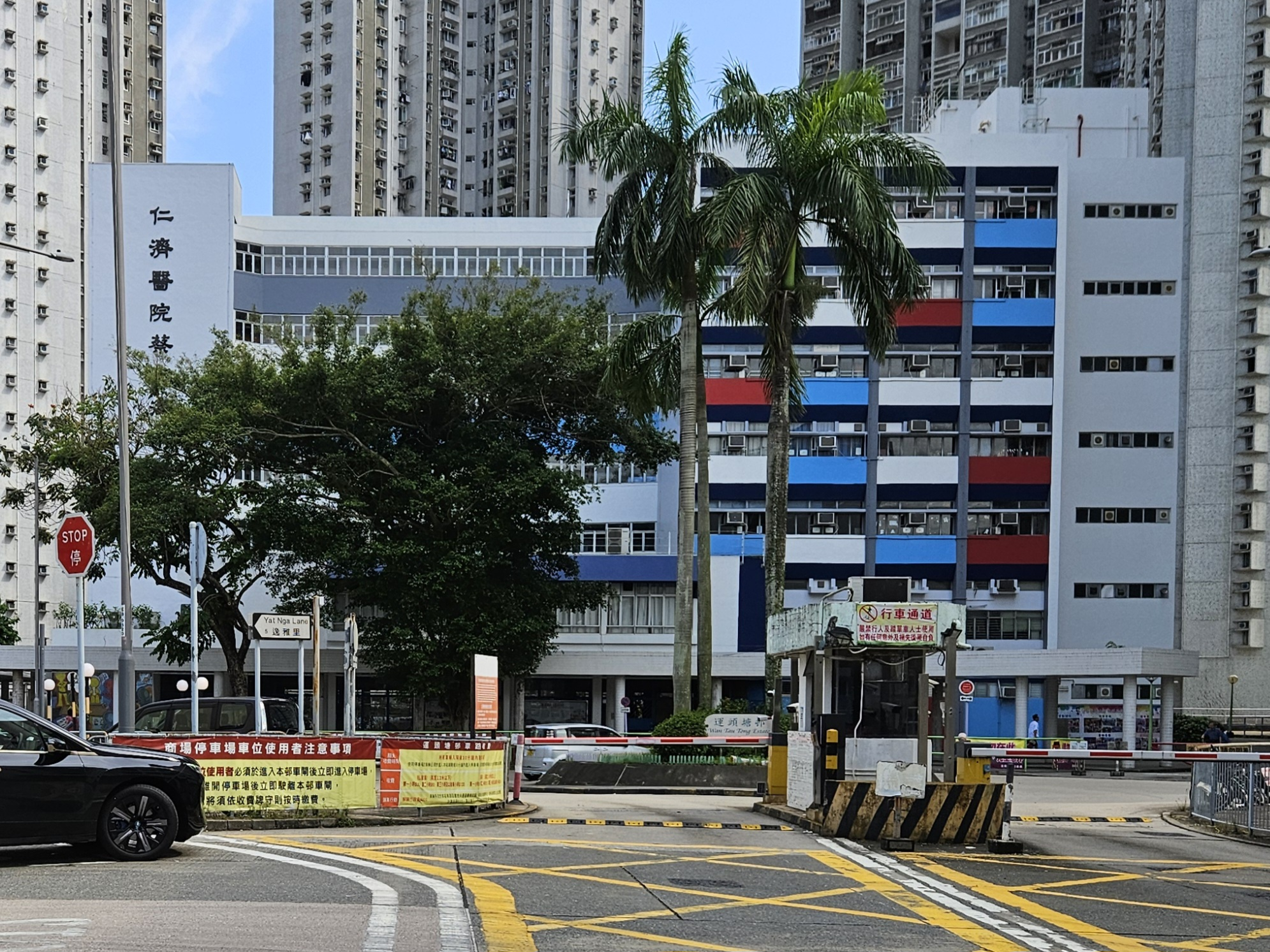
仁濟醫院蔡衍濤小學

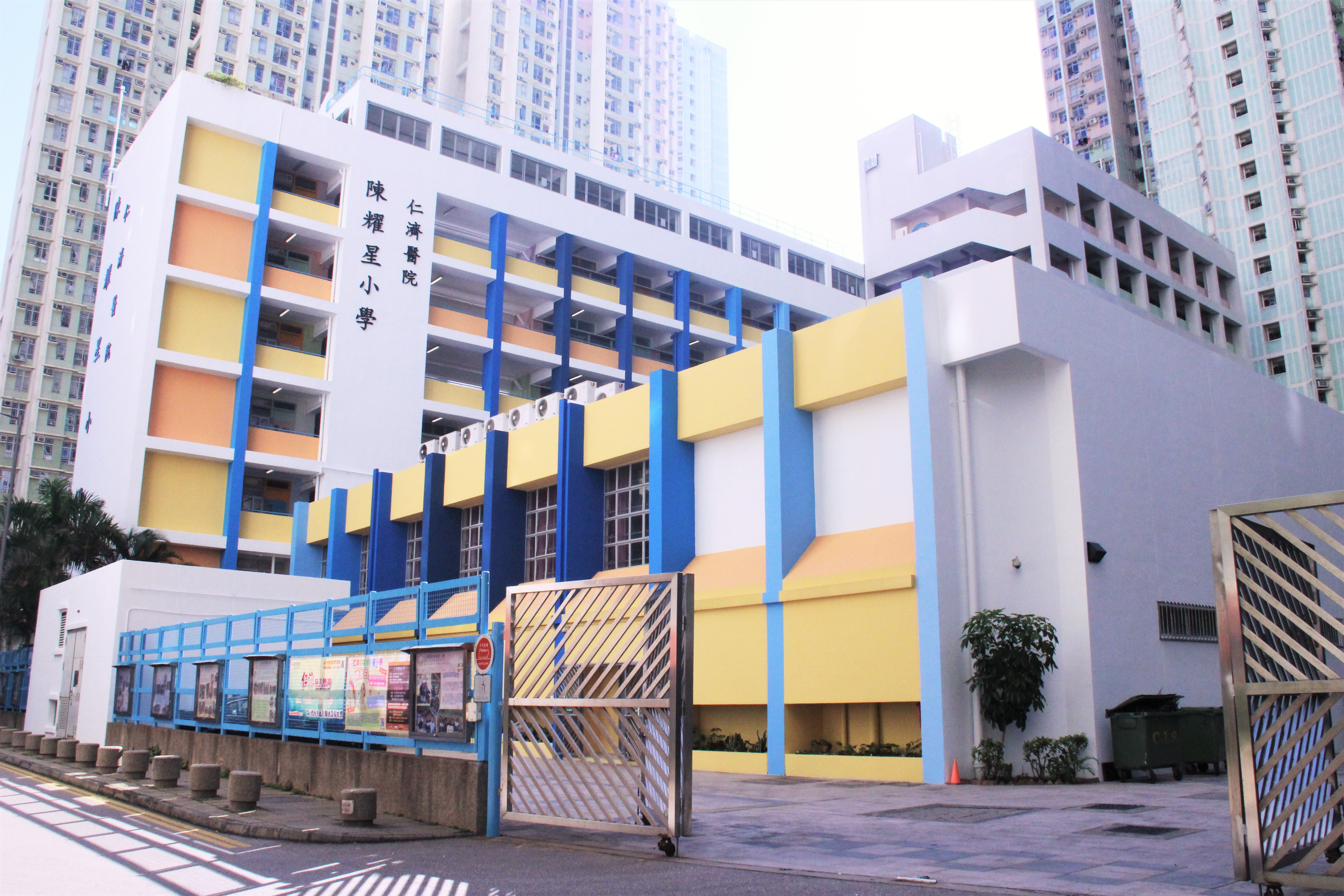
仁濟醫院陳耀星小學

仁濟教育服務始於1979年，現時共開設23所學校，包括6所中學、5所小學及12所幼稚園或幼兒中心。
中小學
- 仁濟醫院林百欣中學
- 仁濟醫院第二中學
- 仁濟醫院董之英紀念中學
- 仁濟醫院靚次伯紀念中學
- 仁濟醫院王華湘中學
- 仁濟醫院羅陳楚思中學
- 仁濟醫院第五中學（已結校）
- 仁濟醫院何式南小學
- 仁濟醫院羅陳楚思小學
- 仁濟醫院趙曾學韞小學
- 仁濟醫院蔡衍濤小學
- 仁濟醫院陳耀星小學

幼稚園／幼兒中心
- 仁濟醫院嚴徐玉珊幼稚園
- 仁濟醫院明德幼稚園
- 董伯英幼稚園／幼兒中心
- 裘錦秋幼稚園／幼兒中心
- 友愛幼稚園／幼兒中心
- 山景幼稚園／幼兒中心
- 永隆幼稚園／幼兒中心
- 九龍崇德社幼稚園／幼兒中心
- 林李婉冰幼稚園／幼兒中心
- 郭子樑幼稚園／幼兒中心
- 蔡百泰幼稚園／幼兒中心
- 方江輝幼稚園／幼兒中心

## 社會服務
仁濟醫院主辦的服務類別超過19種，單位數目超逾40個，遍佈港島、九龍及新界各地區。
青少年、家庭及兒童服務

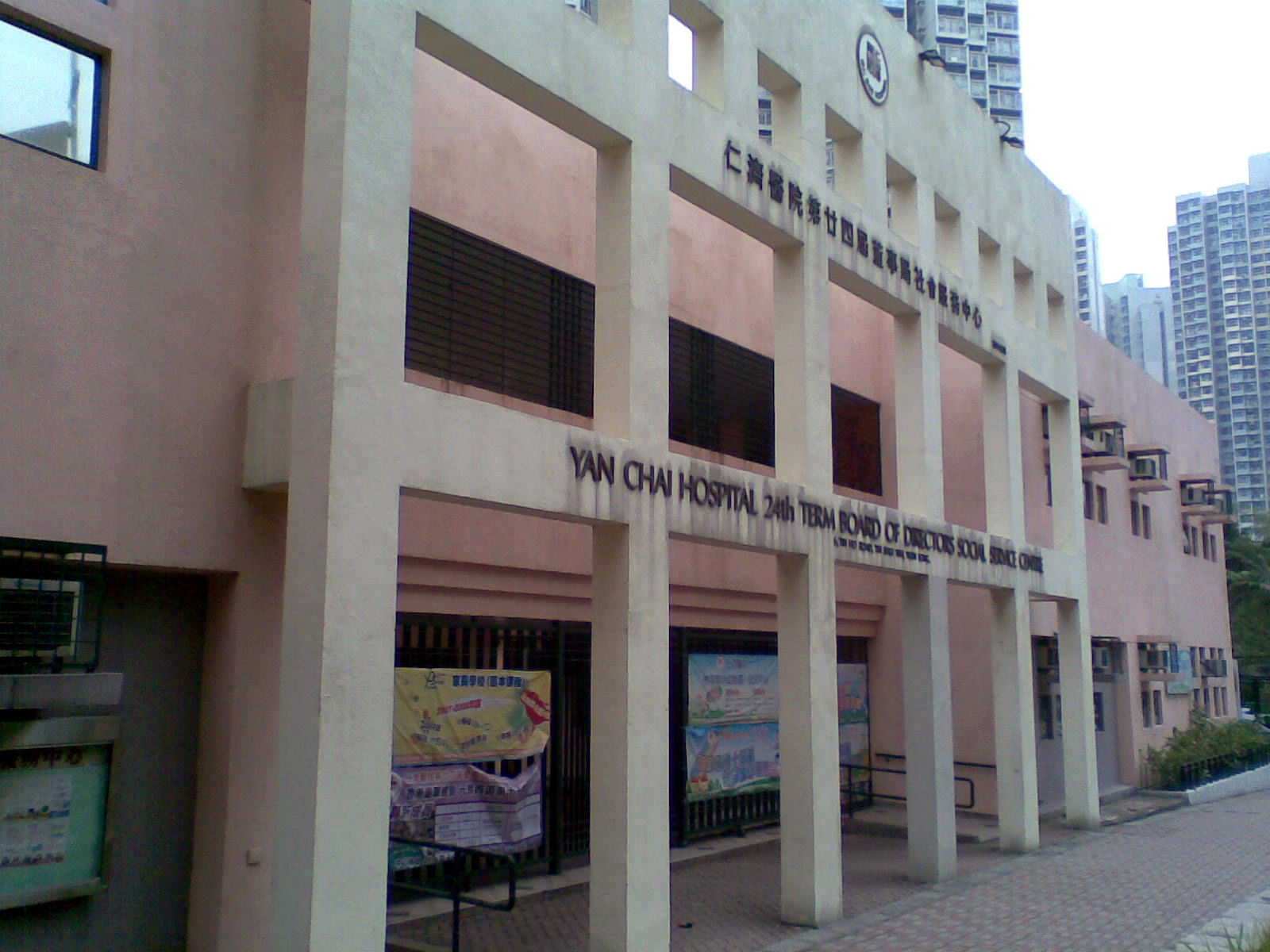
仁濟醫院第廿四屆董事局社會服務中心

- 仁濟醫院第廿四屆董事局社會服務中心：位於元朗天水圍天河路，為一所整合幼兒、青少年及長者服務的綜合服務中心。
- 仁濟醫院艾王忠椒育嬰園：位於荃灣仁濟醫院綜合服務大樓，於1998年投入服務，為區內及鄰近地區提供日間託嬰服務。
- 仁濟醫院兒童之家及寄養服務：位於柴灣東區尤德醫院，每間宿舍有8個宿舍位，為有需要的兒童提供過渡性之住宿服務。兒童之家於2006年設立寄養服務，為有需要之兒童安排入住寄養家庭。
- 學校社工及支援服務：派出駐校社工為學生及家長提供輔導服務。

復康服務
- 圓玄學院早期教育及訓練中心：位於荃灣仁濟醫院綜合服務大樓，於1998年投入服務，為弱能幼兒提供早期性體能、智能、語言、自我照顧、社交和情緒控制等各方面的學習。
- 羅氏基金護幼中心暨宿舍：位於荃灣仁濟醫院綜合服務大樓，於2000年投入服務，為弱能幼兒提供專業指導及訓練，並提供安全舒適的住宿。
- 仁濟醫院半島獅子會朗晴復康中心：位於西營盤西區社區中心，於2006年投入服務，是一個自負盈虧之全人發展中心。
- 盧李佩貞紀念工場：位於荃灣石圍角邨，成立於1995年，收納各類殘障人士，提供有報酬的工作及職業培訓。
- 香港佛光協會展能中心暨宿舍：位於荃灣仁濟醫院綜合服務大樓，為15歲以上中度及嚴重智障人士提供24小時的訓練和住宿照顧服務。
- 仁濟醫院第三十五屆董事局長青輔助宿舍：位於青衣長青邨，於2003年投入服務，為有能力過半獨立生活的智力障礙成人，提供24小時的住宿照顧、生活技能訓練及指導。
- 寶馬山及半島女獅會家居訓練隊暨支援服務（新界東）家居訓練及支援服務（新界南）：位於大埔太和邨，於2002年開設的成人復康服務。
- 上環復康服務中心：位於上環高陞街，於2004年投入服務，乃政府全資津助單位，為中度智障人士提供宿舍及輔助就業。
- 上環復康服務中心 - 晴晞閣：位於上環高陞街，乃仁濟醫院自資經營單位，為半獨立生活能力之智障人士提供自費24小時宿舍服務。
- 輔助就業隊：成立於1996年，中心位於荃灣石圍角邨，為弱能人士安排職業選配。

安老服務

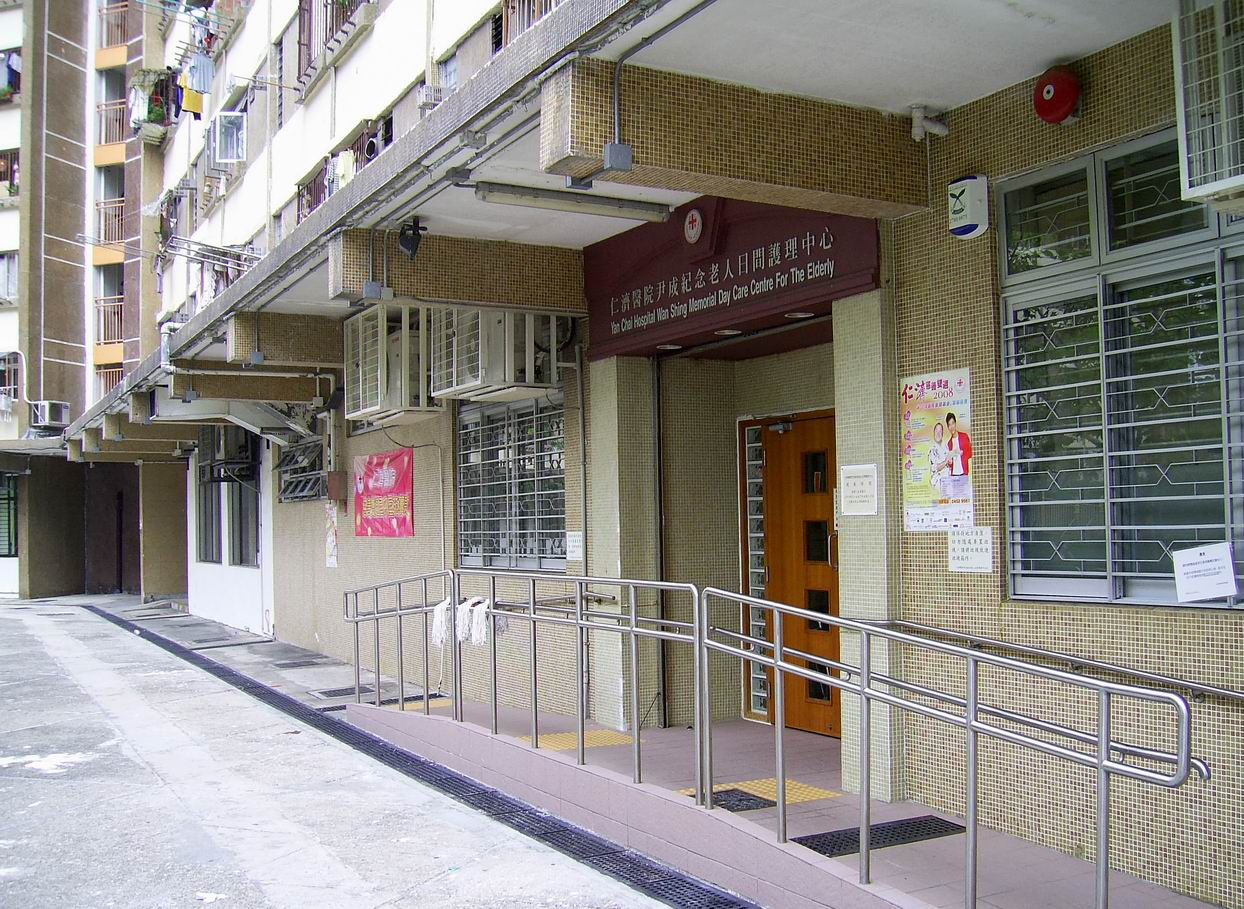
仁濟醫院尹成紀念老人日間護理中心

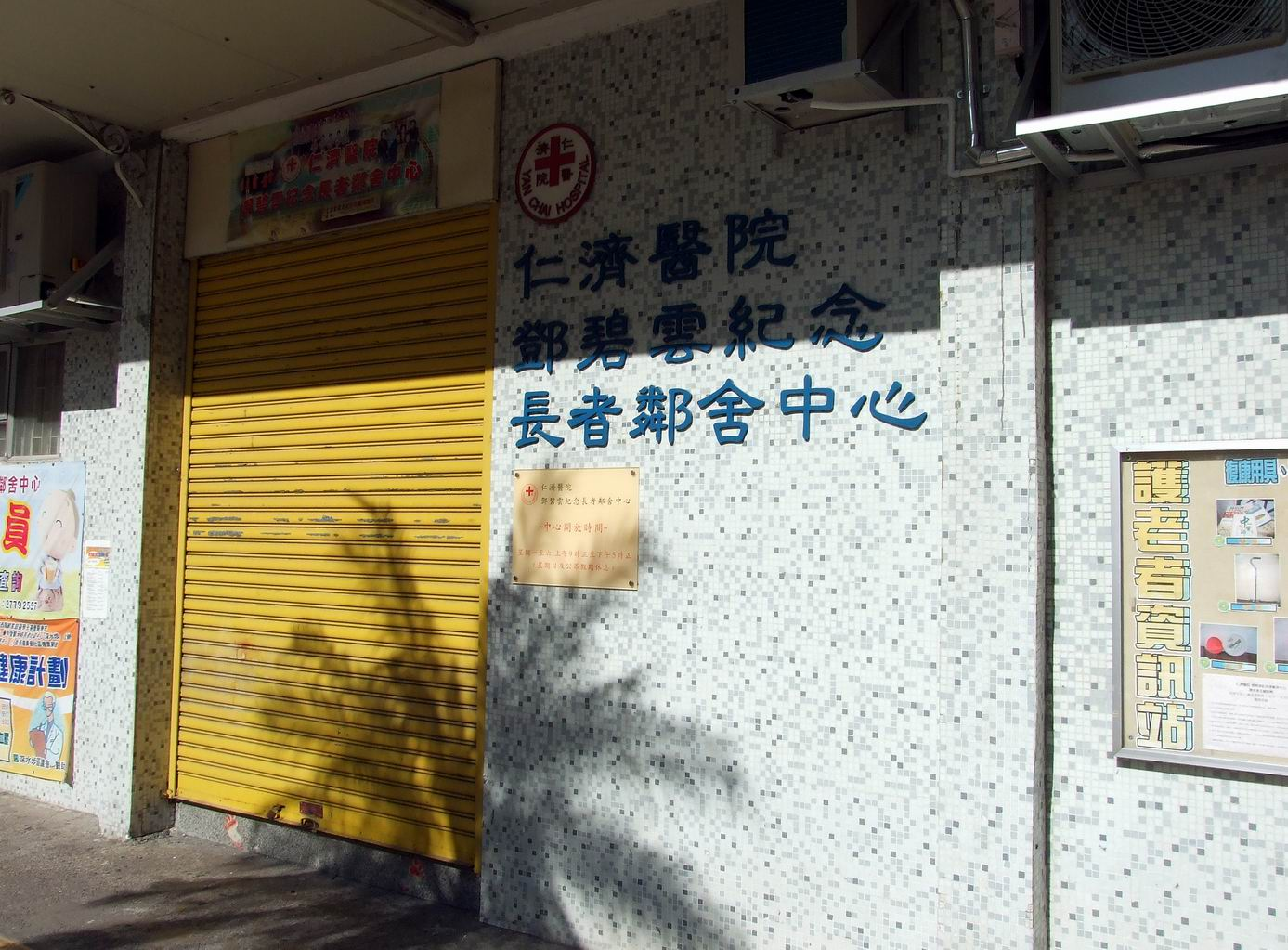
仁濟醫院鄧碧雲紀念長者鄰舍中心

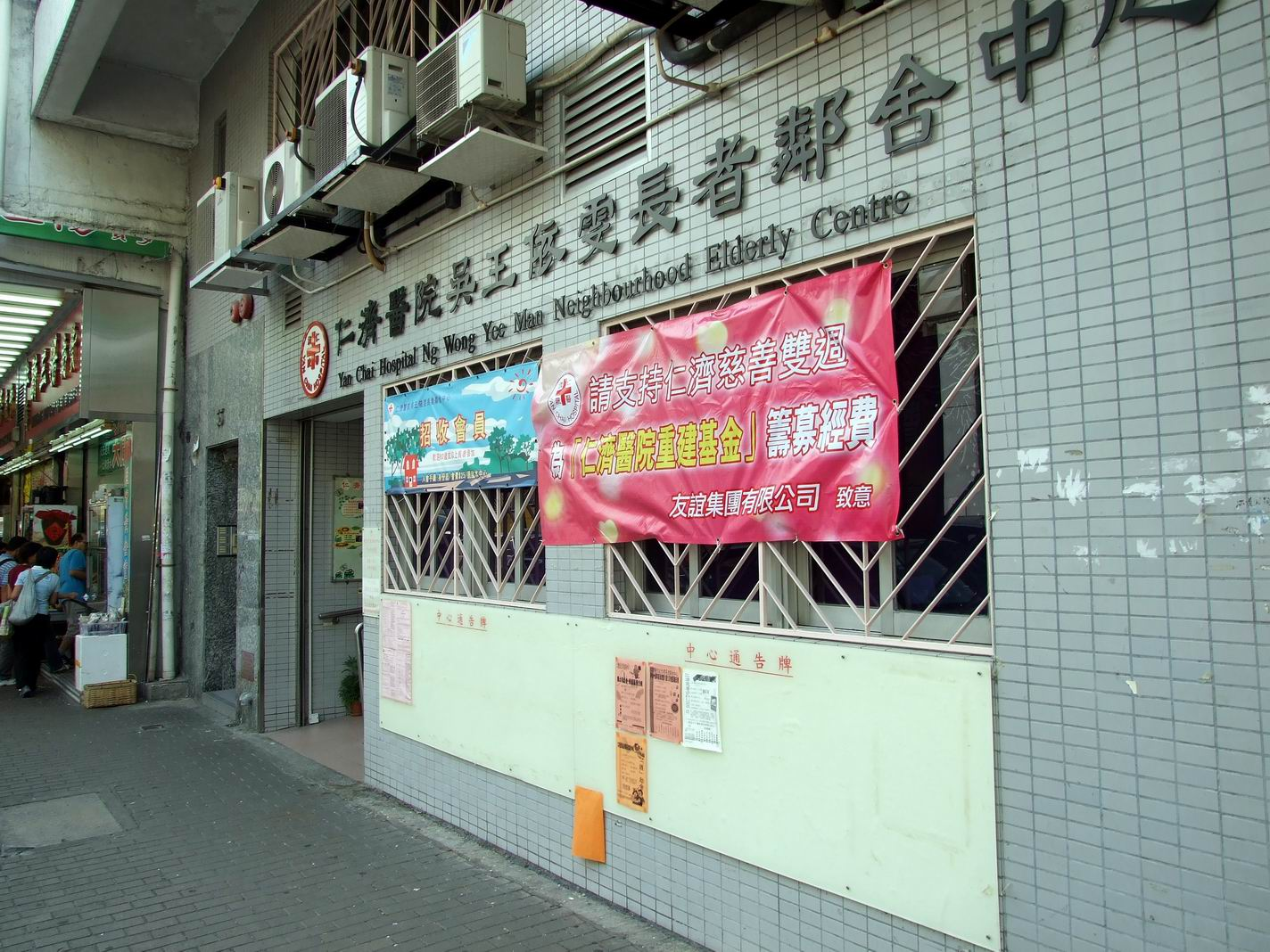
仁濟醫院吳王依雯長者鄰舍中心

- 長者鄰舍中心、老人中心：各中心內均設有休憩室，定期舉行社交康樂活動、健康檢查及講座，設有長者進修學院。個人服務除諮詢服務、輔導外，還包括服務轉介及書信服務等。

仁濟醫院曾榮夫人長者鄰舍中心（屯門蝴蝶邨）
仁濟醫院方若愚長者鄰舍中心（荃灣仁濟醫院綜合服務大樓）
仁濟醫院楊溫夫人長者鄰舍中心（葵涌葵盛東邨）
仁濟醫院鄧碧雲紀念長者鄰舍中心（深水埗石硤尾邨）
仁濟醫院吳王依雯長者鄰舍中心（九龍城侯王道）
仁濟醫院尹成紀念老人中心（元朗天水圍天河路）
仁濟醫院朱佩音老人中心（葵涌葵盛西邨）
- 日間護理中心：為身體機能中度至嚴重受損的長者，在日間提供護理、復康、個人衛生、社交康樂和支援服務。

尹成紀念老人日間護理中心（沙田沙角邨）
歐陽森紀念安老院暨日間護理中心（黃大仙慈正邨）
- 老人宿舍：為未能獨自生活但無需倚賴他人提供起居照顧或護理服務的65歲或以上長者，提供院舍照顧、膳食及有限度的起居照顧。各宿舍設有浴室、廁所、傢具及求助鐘。並有客廳、電視室、交誼室及休息室。

友愛老人宿舍（屯門友愛邨）
香港半島獅子會老人宿舍（青衣長康邨）
李陳玉嬋老人宿舍（沙田博康邨）
- 護理安老院：為身體機能衰退或殘障而又乏人照顧之65歲或以上長者提供綜合性院舍服務。服務包括住宿、膳食、起居照顧、護理及復康等。

郭玉章夫人護理安老院（葵涌荔枝嶺路）
華懋護理安老院（葵涌荔枝嶺路）
藝進同學會護理安老院（葵涌石籬二邨）
賽馬會護理安老院（荃灣仁濟醫院綜合服務大樓）
歐陽森紀念安老院暨日間護理中心（黃大仙慈正邨）
- 護養院：為健康欠佳、身體殘疾或患有智障而未能自我照顧起居，但適合群體生活的65歲或以上長者，提供院舍照顧、膳食、起居照顧、定時的基本醫療和護理及社會支援服務。

仁濟護養院（荃灣仁濟醫院綜合服務大樓）
靈灰安置
- 思親公園：為香港一座道教骨灰龕堂，位於屯門青山村楊青路25號，佔地約3,600平方米，由仁濟醫院及蓬瀛仙館合作興建，耗資逾1億6千萬港元，於2012年12月落成，於2013年3月24日啟用。

## 籌募活動
慈善星輝仁濟夜
仁濟醫院自1985年起與電視廣播有限公司舉辦電視籌款節目，1985年至1986年節目稱為《仁濟行善同歡樂》。1987年起，節目更名為《慈善星輝仁濟夜》，並定於每年1月舉辦，是無綫電視慈善節目之一。2010年更獲得卓悅美容集團冠名贊助稱為《卓悅美容集團呈獻：慈善星輝仁濟夜》。
仁濟醫院賣旗日
在港、九、新界各區賣旗為「仁濟醫院社會服務基金」籌募經費。
愛心曲奇暖萬家
仁濟醫院每一度的「愛心曲奇暖萬家」慈善義賣活動，由1992年開始舉辦一直獲得大班麵包西餅全力贊助，為「仁濟緊急援助基金」籌募經費。
重燃生命慈善夜
2015年3月與電視廣播有限公司舉辦。

## 外部連結
- 仁濟醫院 （页面存档备份，存于）
- 醫管局：仁濟醫院
- 仁濟醫院重建工程 （页面存档备份，存于）
- 立法會衞生事務委員會：仁濟醫院重建工程 （页面存档备份，存于）